# 山本冴
山本 冴（やまもと さえ、2001年5月2日 - ）は、日本のカーリング選手。北海道銀行女子カーリング部に所属。日本女子大学在学中。

## 人物
長野県佐久市出身。
佐久市立浅科中学校、長野県野沢北高校卒業、日本女子大学在学中。
2011年、小学4年生の時に長野県で実施している冬季オリンピックメダリストを育成するSWANプロジェクトに合格したことをきっかけにカーリングを始めた。
2015年11月、日本ジュニアカーリング選手権決勝で軽井沢ジュニアに敗れ準優勝となり世界ジュニアカーリング選手権への出場権を逃す。しかし、その後の中部選手権で中部電力を破り、日本カーリング選手権への出場権を獲得する。
2016年2月、日本カーリング選手権に出場。予選ラウンドロビンを5勝3敗の3位でプレイオフに進むものの、富士急、北海道銀行に敗れ4位に終わる。
2016年3月、世界ジュニアカーリング選手権に、高校受験のため帯同しなかった上野美優の代わりに出場。
2016年5月、スポーツコミュニティー軽井沢クラブが開校した「カーリングエリートアカデミー」一期生として軽井沢ファイヤーボンバーのメンバーと供に入校。
2019年8月、JCA Jr.合宿を最後に軽井沢ファイヤーボンバーが解散。
2022年5月、世界ジュニアカーリング選手権にて日本カーリング界初となる世界選手権金メダルを獲得。
2022年11月、北海道銀行女子カーリング部に加入。

## チーム

### 4人制女子
| シーズン | フォース    | サード     | セカンド | リード     | リザーブ   | 主な大会                                                 |
| -------- | ----------- | ---------- | -------- | ---------- | ---------- | -------------------------------------------------------- |
| 2015-16  | 中嶋星奈    | 鈴木みのり | 江並杏実 | 山本冴     |            | JJCC 2015,JCC 2016（チーム軽井沢）                       |
| 2015-16  | 土屋文乃(S) | 鈴木結海   | 上野結生 | 金井亜翠香 | 山本冴     | WJCC 2016                                                |
| 2016-17  | 江並杏実    | 鈴木みのり | 山本冴   | 両川萌音   |            | JJCC 2016（Team Karuizawa）                              |
| 2018-19  | 江並杏実(S) | 鈴木みのり | 山本冴   | 両川萌音   | 金井亜翠香 | WJCC 2019（SC軽井沢クラブJr.a/軽井沢ファイヤーボンバー） |
| 2019-20  | 鈴木みのり  | 荻原詠理   | 上野結生 | 山本冴(S)  | 上野美優   | WJCC 2020                                                |
| 2020-21  | 上野美優    | 荻原詠理   | 上野結生 | 山本冴(S)  |            | JJCC 2020                                                |
| 2021-22  | 上野美優    | 荻原詠理   | 上野結生 | 山本冴(S)  | 金井亜翠香 | JJCC 2021                                                |
| 2021-22  | 上野美優    | 荻原詠理   | 上野結生 | 山本冴(S)  | 三浦由唯菜 | WJCC 2022                                                |
| 2022-23  | 上野美優    | 山本冴(S)  | 安井涼音 | 岩瀬萌々香 | 原瑞希     | WUG 2023                                                 |
| 2022-23  | 田畑百葉    | 仁平美来   | 中島未琴 | 山本冴     | 伊藤彩未   | JCC 2023                                                 |
| 2023-24  | 田畑百葉    | 仁平美来   | 山本冴   | 中島未琴   | 伊藤彩未   | JCC 2024                                                 |
| 2024-25  | 田畑百葉    | 仁平美来   | 山本冴   | 中島未琴   | 伊藤彩未   | JCC 2025                                                 |

## 戦績
| 日本ジュニア選手権 | 2  | 6 |  | 1 | 1 | 2 | 1 |   |   |   |
| 世界ジュニア選手権 | 10 |   |  | 9 | 4 |   | 1 |   |   |   |
| 日本選手権         | 4  |   |  |   |   |   |   | 5 | 2 | 2 |

### 日本選手権
- 第40回日本カーリング選手権大会（2023年）：5位（北海道銀行）
- 第41回日本カーリング選手権大会（2024年）：2位（北海道銀行）
- 第42回日本カーリング選手権大会（2025年）：2位（北海道銀行）